# Hitman 3
Hitman 3, reso graficamente anche come Hitman III, è un videogioco d'azione stealth, sviluppato e pubblicato da IO Interactive. Ottavo episodio della serie Hitman e conclusione della trilogia iniziata con Hitman (2016) e proseguita con Hitman 2 (2018), il gioco è ambientato nel 2021 ovvero quasi 3 anni dopo il precedente capitolo.
La critica videoludica ha acclamato il titolo, che viene generalmente considerato uno dei migliori videogiochi stealth di sempre. È stato particolarmente elogiato per l'accuratezza dei livelli, per le abilità di 47 e per le meccaniche stealth. Ha vinto svariati premi tra cui il "PC Game Of The Year" al Golden Joystick Awards 2021.

## Trama
Dopo gli eventi di Hitman 2, 47, Lucas Grey, Diana Burnwood e Olivia Hall si mettono sulle tracce dei soci fondatori di Providence, l’organizzazione segreta che da anni influenza le decisioni globali da dietro le quinte. Dopo aver ottenuto informazioni cruciali dalla clinica HAVEN, 47 e Grey si dirigono a Dubai, dove i tre soci hanno trovato rifugio presso il lussuoso grattacielo Lo Scettro, appena inaugurato. Infiltrandosi dall’alto, 47 e Grey eliminano due dei tre soci, mentre Alexa Carlisle, l'ultimo rimasto, riesce a fuggire. Grey inizia a dubitare di Diana e mette in guardia 47 sulla possibilità che l’ICA scopra le loro azioni.
Successivamente, 47 e Grey si spostano nella tenuta della famiglia Carlisle nel Dartmoor, dove Alexa si è nascosta per pianificare un contrattacco alla Costante. In un ambiente blindato da guardie armate, 47 elimina Alexa Carlisle e recupera un dossier su Edwards. Tuttavia, la missione si complica: Grey viene scoperto e braccato dalle guardie nemiche. Piuttosto che farsi catturare, si suicida davanti a 47, lasciandolo devastato. Nel frattempo, Diana viene rintracciata e catturata dalla Costante, che cerca di convincerla a collaborare mostrandole prove che 47, anni prima, aveva ucciso i suoi genitori.
Mentre 47 cerca un rifugio sicuro con Olivia, l’ICA lo mette nel mirino. Seguendo il segnale della giovane hacker, l’agente raggiunge l'ultimo nascondiglio di Grey, una discoteca fuori Berlino, dove affronta e abbatte diversi agenti sotto copertura dell'ICA venuti per ucciderli. Dopo aver eliminato cinque di loro, l’ICA ordina la ritirata. Riunitosi con Olivia, 47 le assicura che Grey è morto con onore, e i due iniziano a pianificare il loro prossimo passo.
Le ricerche di Olivia e 47 su Edwards vengono nuovamente disturbate dalle azioni dell'ICA, che costringe i due ad una mossa tanto drastica quanto necessaria: distruggere l’agenzia rivelando la sua esistenza al mondo. 47 si infiltra nella sede segreta di Chongqing, elimina i due direttori dell’agenzia e carica i dati dell’ICA su un sito di giornalismo indipendente, smantellandola definitivamente. La rivelazione causa rivolte globali, e persino la Costante è turbata. Diana, che ora sembra collaborare con Edwards, afferma che 47 non ha debolezze, ma poi ammette che l’unica eccezione è proprio lei.
Attraverso un indizio lasciato volontariamente da Diana, 47 scopre che si trova in una villa a Mendoza per un incontro con i membri di Providence. Si reca lì e la incontra, ma intuisce una trappola. Dopo aver eliminato i suoi bersagli, viene avvelenato da Diana con una neurotossina. Prima di perdere i sensi, la donna lo accusa di aver ucciso i suoi genitori e si allontana.
47 si risveglia in una visione onirica, dove affronta i fantasmi del passato e viene giudicato da Diana. Lucas Grey gli appare e gli svela che la donna non ha mai voluto ucciderlo: ha solo ingannato Edwards per portarlo da lui. Risvegliatosi su un treno nei Carpazi, il quartier generale di Providence, 47 elimina i mercenari a bordo e raggiunge Edwards, che gli offre il siero per cancellare la memoria. Il giocatore può scegliere di uccidere la Costante, perdere la memoria o, nel finale canonico, iniettare il siero a Edwards, rendendolo un uomo senza identità.
Un anno dopo, le conseguenze delle azioni di 47 e Diana sono evidenti: Providence è smantellata, e molte figure di potere si ritirano. 47 si è isolato in montagna, ma riceve una chiamata criptata da Diana. Entrambi sanno che ci saranno sempre uomini come la Costante, e che il loro lavoro non è finito. Con un sorriso, 47 accetta il nuovo incarico.

## DLC

### Ombre nell'acqua
La missione si svolge durante le vicende di Hitman 2, più precisamente a cavallo tra le missioni Un'altra vita e La Ark Society. Approfittando del tempo a disposizione prima che l'evento annuale della Ark Society cominci, Lucas Grey chiede un favore a Diana e 47: egli infatti è venuto a sapere che Noel Crest, fixer di Grey e comandante della milizia, ha preso il controllo della sua organizzazione criminale, sfruttandola per mettere in scena rapine particolarmente violente con il solo scopo di arricchirsi. Una condotta sregolata da parte dell'ex luogotenente di Grey non solo rappresenta un tradimento, ma è anche pericolosa per il gruppo, in quanto una serie di attacchi della risorta milizia metterebbe in allarme Providence, compromettendo il piano di rapimento della Costante. Per evitare ciò, 47 deve occuparsi di Noel Crest, attualmente ospite su Ambrose Island, un'isola nel mare delle Andamane gestita da un gruppo di pirati il cui leader è Sinhi "Akka" Venthani, dove sta organizzando un assalto ad una petroliera. In aggiunta, Grey chiede all'agente non solo di eliminare Crest, ma anche di impedire l'accesso alla milizia del Cloud Storage di un satellite Ether, rubato dai mercenari con lo scopo di ricattare la potente multinazionale. Infine, Diana aggiunge che Akka è un bersaglio dell'ICA, per cui eliminando la piratessa la missione non desterebbe alcun sospetto dall'agenzia, che al contrario pagherebbe le spese all'agente per il lavoro eseguito. Senza ulteriori indugi, 47 accetta l'incarico e compie con successo la missione, eliminando i due bersagli e impedendo che il satellite finisca nelle mani della milizia.

## Sviluppo
Il videogioco è stato sviluppato da IO Interactive, che si è occupata anche della sua pubblicazione, a partire dal gennaio 2021. L'annuncio ufficiale dell'opera è avvenuto l'11 giugno 2020, dopo che Sony Interactive Entertainment ha tenuto una conferenza per presentare tutte le opere sviluppate per essere giocate su PlayStation 5; oltre a questo, Sony ha diffuso un trailer ufficiale e mostrato parte del gameplay della prima missione, ambientata a Dubai, specificando che Hitman 3 è inteso come capitolo conclusivo della trilogia iniziata nel 2016 con il videogioco omonimo. Hitman 3 permette di importare gratuitamente, se posseduti, i capitoli dei due precedenti episodi della saga. Mattias Engström, alla direzione dello sviluppo del videogioco, ha affermato che «Hitman 3 ha un'atmosfera più drammatica dei precedenti capitoli della trilogia», aggiungendo che «saranno presenti numerosi elementi sorpresa e ambientazioni suggestive, oltre che un forte e diffuso senso di "conclusione"».
Il 20 Agosto 2020, la IO Interactive annuncia l'approdo della versione PC sul launcher di Epic Games, in contemporanea con l'annuncio della seconda location del gioco, questa volta ambientata in un maniero nel Dartmoor. Negli ultimi mesi del 2020 gli annunci più rilevanti sono stati il trailer della terza mappa (ambientata nei sobborghi di Chongqing), la versione VR e infine, il 15 Dicembre 2020, l'inedita cinematica che fa da introduzione al gioco.
Il videogioco è stato pubblicato globalmente il 20 gennaio 2021.

## Accoglienza
Hitman 3 è stato accolto in maniera molto positiva dalla critica videoludica, ricevendo svariati premi. Sul sito Metacritic ha ottenuto il punteggio di 87 su 100.
Nick Statt di The Verge ha elogiato Hitman 3 per essere un'esperienza coesa e accessibile, affermando che "IOI ha meticolosamente creato modi per insegnare anche ai giocatori più maldestri e casuali come diventare l'Agente 47 nella mente e nel corpo". Ha paragonato il livello del gioco agli enigmi, scrivendo che spesso invita i giocatori a comprenderne i sistemi di gioco e a sfruttarli per raggiungere il successo. Ha elogiato il gioco per aver consentito ai giocatori di sperimentare approcci diversi, rendendo Hitman 3 "un'esperienza memorabile e cupamente comica".
Edwin Evans-Thirlwell di Eurogamer ha scritto che Hitman 3 è stato molto gratificante osservando gli schemi dei sistemi di gioco e mettendo a punto nuove strategie, anche se è rimasto deluso dal fatto che non reagisca alle azioni del giocatore in modo significativo dopo che un bersaglio è stato ucciso. Sebbene a Jeff Cork di Game Informer piacesse il ritmo lento e l'approccio alla progettazione dei livelli, riteneva che Hitman 3 difficilmente convincesse i giocatori non impressionati dai giochi precedenti.
Luke Reily, scrivendo per IGN, ha scritto che "il brivido a combustione lenta di questi giochi deriva dalla pianificazione, dalla pazienza e dal nascondersi in bella vista", e il gioco "premia il pensiero razionale rispetto alla fretta", soddisfacendo i giocatori che amano meno azione. Russ Frushtick di Polygon ha scritto che Hitman 3 spesso contrapponeva "roba prevedibile da assassino con vere sciocchezze" e che l'abbinamento di serietà e assurdità si traduceva in "alta commedia".
Il level design del gioco ha ricevuto svariati elogi dalla critica: scrivendo per The Guardian, Keith Stuart ha affermato che IO ha creato con successo diversi luoghi intricati da esplorare per i giocatori. Ha apprezzato l'apertura di ogni livello e ha scritto che i moderni giochi Hitman sono diventati estremamente rigiocabili e "un punto di riferimento per il generoso design dei giochi sandbox".
Evans-Thirlwell ha affermato che le mappe di Hitman 3 erano di qualità paragonabile a quelle dei suoi predecessori e ha affermato che valeva la pena rivisitarle per le loro diverse opportunità di assassinio e storie secondarie. Hurley ha elogiato gli eventi accidentali presenti, che hanno contribuito a dare corpo al mondo di gioco.
Reily ha scritto che le mappe di Hitman 3 erano tra le migliori create da IO, elogiando la disposizione complessa e la verticalità di ogni luogo e la ricchezza di opportunità di assassinio al loro interno. Jeff Cork di Game Informer ha elogiato i livelli per la loro qualità costante e ha notato che, nonostante il ciclo di gioco fisso, IO Interactive è stata in grado di introdurre varietà nel design delle missioni.
Phil Hornshaw di GameSpot ha scritto che Hitman 3 era "pieno di idee divertenti e affascinanti". Ha anche detto che, sebbene le meccaniche di gioco fossero simili ai giochi precedenti della trilogia, il gioco "trova nuovi modi per sfidare assassini esperti esclusivamente attraverso un design eccellente". Il livello di Berlino, che ha stravolto in modo significativo la formula del gameplay, ha ricevuto il plauso della critica. Jeff Grubb di VentureBeat ha scritto che Berlin ha dimostrato la "maturità della formula Hitman", sottolineando che IO Interactive non ha più bisogno di fare affidamento su storie di missione per guidare i giocatori, consentendo ai giocatori di godersi un'esperienza in forma libera. La mappa di Dartmoor è stata particolarmente elogiata per gli elementi facoltativi del mistero dell'omicidio, facendo paragoni con il film Knives Out. Il livello finale, ambientato su un treno nei Carpazi, è stato criticato per la sua linearità e perché sembrava fuori posto per un gioco di Hitman.
La narrazione ha ricevuto recensioni contrastanti da parte della critica. Slatt ha apprezzato la maggiore enfasi sulla storia del gioco. Ha scritto che il gioco aveva combinato con successo la storia avvincente di Hitman Absolution e il gameplay a forma libera di Hitman: Blood Money.

### Vendite
Hitman 3 ha raggiunto il numero uno nelle classifiche dei giochi in scatola del Regno Unito, con vendite al lancio in aumento del 17% rispetto a Hitman 2. IO Interactive ha dichiarato che Hitman 3 ha avuto il "più grande lancio digitale" per il franchise. Una settimana dopo l'uscita del gioco, le vendite di Hitman 3 avevano superato il budget di sviluppo. Entro aprile 2021, il CEO di IO Interactive Hakan Abrak ha dichiarato che Hitman 3 aveva ottenuto risultati commerciali "migliori del 300%" rispetto a Hitman 2